# Ковалькув-Кольонія
Ковалькув-Кольонія (пол. Kowalków-Kolonia) — село в Польщі, у гміні Казанув Зволенського повіту Мазовецького воєводства.
Населення — 207 осіб (2011).
У 1975-1998 роках село належало до Радомського воєводства.

## Демографія
Демографічна структура станом на 31 березня 2011 року:
|          | Загалом | Допрацездатний вік | Працездатний вік | Постпрацездатний вік |
| -------- | ------- | ------------------ | ---------------- | -------------------- |
| Чоловіки | 108     | 37                 | 61               | 10                   |
| Жінки    | 99      | 20                 | 55               | 24                   |
| Разом    | 207     | 57                 | 116              | 34                   |